# Monte Cengio
Il monte Cengio è una montagna  del territorio comunale di Cogollo del Cengio (VI) situata all'estremità sud-ovest dell'Altopiano dei Sette Comuni alta 1.354 m s.l.m allo sbocco della Val d'Astico,  teatro di cruenti eventi bellici e considerata zona Sacra alla Patria (con Legge 534 del 27 giugno
1967).

## Prima guerra mondiale
La montagna è stata teatro di una importantissima battaglia (dal 29 maggio al 3 giugno 1916) durante la prima guerra mondiale, che coinvolse soprattutto i reparti dei Granatieri di Sardegna, ai quali è stata intitolata un'ardita mulattiera di arroccamento a precipizio sulla pianura sottostante.

## Alpinismo
Il Monte Cengio presenta un'articolata parete rivolta a sud, sotto la mulattiera d'arroccamento, suddivisa in 5 pilastri di placche lisce, compatte e sormontate da tetti. Essa cominciò ad attrarre l'attenzione degli alpinisti vicentini solo negli anni '60, quando le tecniche di arrampicata permisero di poter avere ragione degli strapiombi della parete. La prima via fu tracciata dalla guida Bortolo Fontana con G. Tasinazzo il 26/10/1966 a sinistra dei tetti del pilastro centrale "la Sfinge" e fu denominata Via Arsiero (160 m, V+ e A2). Nei due anni seguenti lo stesso Fontana tracciò sul medesimo pilastro altre due vie: Via Marco dal Bianco con G. Loss il 22/10/1967, in ricordo di Marco dal Bianco, alpinista vicentino morto in un incidente stradale (150 m, VI e A1) e la Via degli eroi con V. Busato ed E. Brunello il 22/09/1968 che supera direttamente i grandi tetti della Sfinge (160 m, V+ e A3). Dopo queste prima esplorazioni, nel 1972 R. De Stefani, A. Castelli e B. Tonidandel scalarono lo spigolo sud-sudovest a sinistra della Sfinge secondo un itinerario ormai abbandonato, nel 1977 R. Borgo, A Bonaguro e F. Zuccolo salirono lo spigolo della Cuspide, un torrione che pende sopra la strada di arroccamento, aprendo così la Via Prima (120 m, VI+), ancora oggi grande classica e nel 1977 F. Zuccolo, O. Zordan e F. Calgaro, alpinisti di Arsiero scalarono l'ultimo dei pilastri della parete secondo una via diretta oggi abbandonata.  
È a partire dagli anni '80 che il Cengio viene salito sistematicamente anche in un'ottica di arrampicata sportiva: nascono così la Via per la macchia bianca (100 m, VI, Zuccolo e Borgo 1980), Giancarlo Milan (120 m, VI e A0, Balasso e Moretti nel 1984), Via 4 Gati (150 m, V e A2, Dal Balcon, Zuccolo e Meneghini nel 1982), Via Viaggio nel Passato (180 m, VI e A3, Calgaro e Pellegrini nel 1987) e via Diego Fantuzzo (170 m, VII e A2, Calgaro Pellegrini e Capozzo nel 1987). 
È il 1985, quando Franco Zuccollo, dopo aver ripetuto e relazionato le vie di roccia fino allora conosciute, pubblica la prima guida alpinistica storica della zona: “50 arrampicate sulle Prealpi venete occidentali” sottotitolato “anche se non è California”, dando visibilità alle vie presenti al Monte Cengio.
Dalla metà degli anni ’80 passa il testimone alle nuove leve dei Quattro Gatti che, attorno alla figura del Presidente Gippo Meneghini, saranno gli attori del nuovo millennio fino al nostro tempo. Così i Quattro Gatti, Milco Meneghini, Mauro Genero, Alberto Pettinà, Mario Schiro, Luca Nardello e Gippo Meneghini, di volta in volta in formazioni diverse, realizzano nuove prestigiose salite: la Via dei Meneghini, Progetto futuribile, Banshee, I fiori della cicuta, Gatto Silvestro...
La pubblicazione nel 2002 de "l’Arrampicario", la guida di arrampicata di Mario Schiro, con la catalogazione sistematica degli itinerari porta, ulteriormente a conoscenza il Monte Cengio anche oltre i confini della Valle.
Nello stesso tempo un altro attivissimo arrampicatore, da sempre esploratore delle pareti delle Prealpi Vicentine, Tranquillo Balasso, con vari compagni che di volta in volta lo accompagnano, Erminio Xodo, Guido Casarotto, Stelvio Frigo, Sergio Antoniazzi, apre vari itinerari sulla parete tra i quali: Erica e Alice, Crazy Diamond, El gnaro del cuco, Pietra di Damocle, Starway To Heaven, Loli, Transito consentito, La prima Volta, La bamba e altri.
Questa parete con i suoi itinerari moderni, Anaconda, L'uomo torcia e i tre porcellini, Le mille di Gippo e le ultime, ad opera di Ivo Maistrello, Via sfuggente (dedicata a Beppe Pierantoni), rappresentano per il Gruppo Roccia Quattro Gatti, oltre che una palestra di arrampicata, una filosofia di vita e un modo di essere. Tra queste rocce ci si sente attori del gesto perfetto, fatto di raffinati equilibri, in sospensione nell’esile confine che delimita la terra e l'aria. Le linee di salita rappresentano il percorso ideale verso la Cima, attraversano i sentimenti più veri e conducono a scoprire un più vasto orizzonte